# Typosyllis lincolnensis
Typosyllis lincolnensis är en ringmaskart som beskrevs av Hartmann-Schröder 1985. Typosyllis lincolnensis ingår i släktet Typosyllis och familjen Syllidae. Inga underarter finns listade i Catalogue of Life.